# Burguès-Santcliment
Il ramo dei Burguès-Santcliment o Burguès de Santcliment (in alcune fonti semplicemente de Santcliment) in catalano, della famiglia Santcliment, nasce alla fine del XIV secolo con il nobile Pere Burguès (alias de Santcliment), ricco mercante barcellonese investito della signoria di Viladecans e Gavá, marito di María Francesca de Santcliment.

## Storia
Il figlio primogenito di Pere de Burguès-Santcliment e della nobildonna María Francesca de Santcliment, Francesc de Burguès-Santcliment, fu esponente di rilievo del patriziato catalano dei primi anni del XV secolo: proprietario della Torre Burguesa, cavaliere dell'Ordine di San Giacomo di Compostela e signore di Viladecans, Francesc tenne la carica di Conseller en Cap de Barcelona e quella di Síndico de Barcelona, fu luogotenente del Governador de Catalunya, Guerau Alemany de Cervelló, capitano di galea e assistette alle Corts Catalanes del 1410 e del 1412.
Figlio primogenito di Francesc fu Gregori de Burgués-Santcliment, signore di Viladecans e consigliere del re, elevato alla dignità di Caballero de la Espuela Dorada dal re Martino I di Aragona e come tale assistente alle Corts Catalanes degli anni 1410, 1412, 1416, 1419, 1431 e 1436; figlio secondogenito di Francesc, avuto dalla seconda moglie, Elionor de Casa-saja i Massot, fu Galcerán de Burguès-Santcliment, veguer de Barcelona, capitano di galea, consigliere del re e signore di Viladecans, elevato alla dignità di Caballero de la Espuela Dorada ed a quella di nobile dal re Alfonso V d'Aragona e come tale assistente alle Corts Catalanes degli anni 1436, 1446, 1460, 1473 e 1479, costui sposò María Sestrada e fu padre di Francesc de Burguès-Santcliment i Sestrada, che venne elevato alla dignità di Caballero de la Espuela Dorada dal re Giovanni II d'Aragona ed a quella di nobile dal re Ferdinando II di Aragona e tenne la carica di procuratore reale del Regno di Maiorca, e di Galcerán de Burguès-Santcliment i Sestrada, signore di Viladecans, procuratore reale del Regno di Maiorca, marito di Antigua de Gualbes e padre di Galcerán de Burguès-Santcliment i Gualbes, che fu donzell de Barcelona e come tale assistente alle Corts Catalanes che si tennero nel 1537 a Monzón, e di Joan Bernat de Burguès-Santcliment i Gualbes, signore di Viladecans, donzell de Barcelona elevato alla dignità di Caballero de la Espuela Dorada dall'imperatore Carlo V d'Asburgo e come tale assistente alle Corts Catalanes che si tennero a Barcellona nel 1519; Galcerán de Burguès-Santcliment i Gualbes fu padre di Joan de Burguès-Santcliment, signore di Talavera, elevato alla dignità di nobile dal re Filippo II di Spagna nel 1586 e come tale assistente alle Corts Catalanes del 1599, mentre Joan Bernat de Burguès-Santcliment i Gualbes fu padre di Joan Benito de Burguès-Santcliment i de Udina, donzell de Barcelona elevato alla dignità di Caballero de la Espuela Dorada dall'imperatore Carlo V d'Asburgo e come tale assistente alle Corts Catalanes di Barcellona del 1519, marito, in prime nozze, di Violant de Amat, e, in seconde nozze, di Isabel Angela de Mercer ; figlio terzogenito di Francesc, avuto anch'esso dalla seconda moglie, fu Pere Joan de Santcliment ( alias de Burguès), il quale assistette come donzell de Barcelona alle Corts Catalanes del 1460. Pere Joan combinò il fortunoso matrimonio del suo erede, Pere Joan de Santcliment, con una sua cugina, Aldonça de Santcliment, figlia di Pere de Santcliment, cavaliere e maestro razionale della Regia Curia; tra i nipoti di Pere Joan troviamo Mateu de Santcliment, veguer de Barcelona, elevato alla dignità di Caballero de la Espuela Dorada nel 1544 dall'imperatore Carlo V d'Asburgo; figlio di quest'ultimo fu Gaspar de Santcliment, elevato alla dignità di nobile nel 1586 da Filippo II di Spagna; parente di questi fu Frederic de Santcliment, ciutadá honrat de Barcelona. A questo ramo della famiglia Santcliment appartenne Francesc de Santcliment i de Santcliment, figlio di Pere Joan de Santcliment e Aldonça de Santcliment, marito nel 1510 di Beatriu de Corbera, barone di Llinars e Caballero de la Espuela Dorada per concessione dell'imperatore Carlo V d'Asburgo.

## Albero genealogico
Nello schema che segue è riportato l'albero genealogico della famiglia:
| | | | | | | | | | |                                                                                               |                                                        |                                                        |
| | | | | María Francisca de Santcliment y de Fivaller ⚭ Pedro Burgués (alias de Santcliment), signore di Viladecans e di Gavà | | | | | |                                                                                               |                                                        |                                                        |
| | | | | | | | | | |                                                                                               |                                                        |                                                        |
| | | | | | | | | | |                                                                                               |                                                        |                                                        |
| | | | | Francisco Burgués de Santcliment "ciudadando honrado" di Barcellona, signore di Viladecans e di Gavà, capitano di galera, "conseller en cap" di Barcellona, luogotenente del governatore generale del Principato di Catalogna, "síndico" delle Cortes di Barcelona del 1410 e del 1412 per il braccio reale, ⚭ Leonor de Casasagia y Massot | | | | | |                                                                                               |                                                        |                                                        |
| | | | | | | | | | |                                                                                               |                                                        |                                                        |
| | | | | | | | | | |                                                                                               |                                                        |                                                        |
| | Galcerán Burgués de Santcliment y de Casasagia "donzell" di Barcellona, signore di Viladecans e di Gavà, capitano di galera, "veguer" di Barcellona (1461-1462) e consigliere reale; elevato alla dignità di cavaliere da re Alfonso V d'Aragona, assistette come tale alle Cortes del 1436, 1446, 1460 e 1473-1479, servendo il re nell'armata per conquistare la Sicilia (1432), ⚭ María Sestrada | Galcerán Burgués de Santcliment y de Casasagia "donzell" di Barcellona, signore di Viladecans e di Gavà, capitano di galera, "veguer" di Barcellona (1461-1462) e consigliere reale; elevato alla dignità di cavaliere da re Alfonso V d'Aragona, assistette come tale alle Cortes del 1436, 1446, 1460 e 1473-1479, servendo il re nell'armata per conquistare la Sicilia (1432), ⚭ María Sestrada | | Gregorio Burgués de Santcliment y de Casasagia signore di Viladecans e di Gavà, consigliere reale, elevato alla dignità di cavaliere dal re Martino I di Aragona, assistette come tale alle Cortes del 1410, 1412, 1416, 1419, 1431 e 1436                                                                                                  | Gregorio Burgués de Santcliment y de Casasagia signore di Viladecans e di Gavà, consigliere reale, elevato alla dignità di cavaliere dal re Martino I di Aragona, assistette come tale alle Cortes del 1410, 1412, 1416, 1419, 1431 e 1436                                                      | | | Pedro Juan Burgués de Santcliment y de Casasagia assistette come "donzell" alle Cortes del 1460. possedeva una galera con la quale andava regolarmente a levante e si mise al servizio del re Alfonso V d'Aragona contro Napoli e contro la Repubblica di Genova quando comandò la flotta agli ordini di Bernat de Vilamarí (1454-1458). Esercitò cariche municipali in seguito alla sua iscrizione al "Consell de Cent" nel 1432, come quella di "síndic" di Barcellona a Napoli, e fu considerato esponente della "Biga" | Pedro Juan Burgués de Santcliment y de Casasagia assistette come "donzell" alle Cortes del 1460. possedeva una galera con la quale andava regolarmente a levante e si mise al servizio del re Alfonso V d'Aragona contro Napoli e contro la Repubblica di Genova quando comandò la flotta agli ordini di Bernat de Vilamarí (1454-1458). Esercitò cariche municipali in seguito alla sua iscrizione al "Consell de Cent" nel 1432, come quella di "síndic" di Barcellona a Napoli, e fu considerato esponente della "Biga" |                                                                                               |                                                        |                                                        |
| | | | | | | | | | |                                                                                               |                                                        |                                                        |
| | | | | | | | | | |                                                                                               |                                                        |                                                        |
| Francisco Burgués de Santcliment y Sestrada "donzell" di Barcellona, fu procuratore reale del Regno di Maiorca nel 1462; elevato alla dignità di cavaliere dal re Giovanni II d'Aragona, assistette come tale alle Cortes di Perpignano e Barcellona del 1473-1479; ottenne la dignità di nobile per privilegio del re Ferdinando II d'Aragona il 26 marzo 1488 | Francisco Burgués de Santcliment y Sestrada "donzell" di Barcellona, fu procuratore reale del Regno di Maiorca nel 1462; elevato alla dignità di cavaliere dal re Giovanni II d'Aragona, assistette come tale alle Cortes di Perpignano e Barcellona del 1473-1479; ottenne la dignità di nobile per privilegio del re Ferdinando II d'Aragona il 26 marzo 1488                                     | Galcerán Burgués de Santcliment y Sestrada signore di Viladecans e di Gavà, procuratore reale del Regno di Maiorca, ⚭ Antigua de Gualbes | Galcerán Burgués de Santcliment y Sestrada signore di Viladecans e di Gavà, procuratore reale del Regno di Maiorca, ⚭ Antigua de Gualbes                                                  | | | | | Pedro Juan Burgués de Santcliment y de Llobrera "donzell" di Barcellona, ⚭ Aldonza de Santcliment (figlia di Pedro de Santcliment) | Pedro Juan Burgués de Santcliment y de Llobrera "donzell" di Barcellona, ⚭ Aldonza de Santcliment (figlia di Pedro de Santcliment) |                                                                                               |                                                        |                                                        |
| | | | | | | | | | |                                                                                               |                                                        |                                                        |
| | | | | | | | | | |                                                                                               |                                                        |                                                        |
| | Juan Bernardo Burgués de Santcliment y de Gualbes "donzell" di Barcellona, signore di Viladecans e di Gavà; elevato alla dignità di cavaliere dall'imperatore Carlo V d'Asburgo, assistette come tale alle Cortes di Barcellona del 1519 | Juan Bernardo Burgués de Santcliment y de Gualbes "donzell" di Barcellona, signore di Viladecans e di Gavà; elevato alla dignità di cavaliere dall'imperatore Carlo V d'Asburgo, assistette come tale alle Cortes di Barcellona del 1519 | Galcerán Burgués de Santcliment y de Gualbes "donzell" di Barcellona, assistette alle Cortes di Monzón del 1537                                                                           | Galcerán Burgués de Santcliment y de Gualbes "donzell" di Barcellona, assistette alle Cortes di Monzón del 1537 | Francisco Burgués de Santcliment y de Santcliment "donzell" di Barcellona, elevato alla dignità di cavaliere dall'imperatore Carlo V d'Asburgo; assistette come tale alle Cortes di Monzón del 1528, ⚭ donna Beatriz de Corbera y de Santacoloma, baronessa di Llinars e signora del Far (1510) | Francisco Burgués de Santcliment y de Santcliment "donzell" di Barcellona, elevato alla dignità di cavaliere dall'imperatore Carlo V d'Asburgo; assistette come tale alle Cortes di Monzón del 1528, ⚭ donna Beatriz de Corbera y de Santacoloma, baronessa di Llinars e signora del Far (1510) | Pedro Juan Burgués de Santcliment y de Santcliment | Pedro Juan Burgués de Santcliment y de Santcliment | Juan Bernardo Burgués de Santcliment y de Santcliment chierico dell'Arcidiocesi di Barcellona | Juan Bernardo Burgués de Santcliment y de Santcliment chierico dell'Arcidiocesi di Barcellona | Lluís Burgués de Santcliment y de Santcliment giurista | Lluís Burgués de Santcliment y de Santcliment giurista |
| | | | | | | | | | |                                                                                               |                                                        |                                                        |
| | | | | | | | | | |                                                                                               |                                                        |                                                        |
| | Juan Benito Burgués de Santcliment y de Udina "donzell" de Barcelona, elevato alla dignità di cavaliere dall'imperatore Carlo V d'Asburgo, assistette come tale alle Cortes di Barcellona del 1519 | Juan Benito Burgués de Santcliment y de Udina "donzell" de Barcelona, elevato alla dignità di cavaliere dall'imperatore Carlo V d'Asburgo, assistette come tale alle Cortes di Barcellona del 1519 | Juan Burgués de Santcliment y de Só signore di Talavera, fu elevato alla dignità di nobile con privilegio del re Filippo II di Spagna il 10 febbraio 1586; partecipò alle Cortes del 1599 | Juan Burgués de Santcliment y de Só signore di Talavera, fu elevato alla dignità di nobile con privilegio del re Filippo II di Spagna il 10 febbraio 1586; partecipò alle Cortes del 1599 | Corbera-Santcliment · | Corbera-Santcliment · | Mateo de Santcliment y de Pujades "conseller tercero" e "veguer" di Barcellona, elevato alla dignità di cavaliere per privilegio dell'imperatore Carlo V d'Asburgo il 13 febbraio 1544 | Mateo de Santcliment y de Pujades "conseller tercero" e "veguer" di Barcellona, elevato alla dignità di cavaliere per privilegio dell'imperatore Carlo V d'Asburgo il 13 febbraio 1544 | |                                                                                               |                                                        |                                                        |
| | | | | | | | | | |                                                                                               |                                                        |                                                        |
| | | | | | | | | | |                                                                                               |                                                        |                                                        |
| | | | | | | | Gaspar de Santcliment y de Pujades elevato alla dignità di nobile il 1º luglio 1586 | | |                                                                                               |                                                        |                                                        |